# Juin 1993

## Événements
- En juin, la Belgique rejoint l'Eurocorps.

- 2 juin (France) : projet de loi visant à « l'immigration zéro ».

- 4 juin (sport) : arrêt définitif de la Cour de cassation (juridiction judiciaire suprême française de dernier ressort) : le jeu de rugby avec 13 joueurs pratiqué en France a définitivement le droit de reprendre son nom originel de 1934 : rugby à XIII et la fédération sportive le régissant a définitivement le droit de reprendre (à un mot près) son nom originel de 1934 : Fédération (ex-Ligue) française de rugby à XIII (voir 1993 en sport).

- 6 juin : À New York, première Marche des fiertés de Queens[1].

- 8 juin : Christian Didier assassine René Bousquet.
- 9 juin (sport) : les Canadiens de Montréal gagne la Coupe Stanley contre les Kings de Los Angeles par la marque de 4-1.
- 11 juin : élection présidentielle iranienne.
- 13 juin (Formule 1) : Grand Prix automobile du Canada.

- Johnny Hallyday se produit au Parc des Princes pour ses 50 ans du 18  juin au 20 juin.

- 19 juin : départ de la soixante et unième édition des 24 Heures du Mans.

- 20 juin : Peugeot gagne les 24 Heures du Mans avec l'équipage Brabham, Bouchut et Hélary.

- 23 juin : ouverture du Musée olympique à Lausanne.
- 24 juin : réforme du code de la nationalité, la naissance en France ne confère plus automatiquement la nationalité française.
- 25 juin : Kim Campbell devient la 19e Première ministre du Canada et la première femme à détenir ce titre.
- 27 juin : Frappes de missiles de croisière de 1993 contre l'Irak visant le siège des services de renseignements à Bagdad.

## Naissances
- 1er juin : Martin Bakole, boxeur congolais (RDC).
- 4 juin : Adam Saleh, vidéaste américain.
- 7 juin : 
  - George Ezra, chanteur britannique.
  - Swae Lee, rappeur, chanteur et auteur-compositeur américain.
- 9 juin : Ilyich Rivas, chef d'orchestre américano-vénézuélien.
- 16 juin : Alex Len, joueur de basket-ball ukrainien.
- 25 juin : 
  - Barney Clark, acteur britannique
  - Hugues Fabrice Zango, athlète burkinabé
- 26 juin : Ariana Grande, actrice et chanteuse américaine
- 28 juin : Jung Dae-hyun, chanteur sud-coréen (B.A.P)
- 30 juin : Keita Nakamura, footballeur japonais.

## Décès
- 7 juin : Dražen Petrović, joueur de basket-ball croate
- 8 juin : René Bousquet, (assassiné) ancien sous-secrétaire général de la police de Vichy
- 9 juin : Alexis Smith, actrice canadienne, née le 8 juin 1921.
- 13 juin : Donald Kent Slayton, astronaute américain (°1er mars 1924).
- 18 juin : Brenda Shore, botaniste néo-zélandaise (° 30 novembre 2022).
- 19 juin :
  - William Golding, écrivain britannique
  - Jean Cau, écrivain et journaliste français, prix Goncourt en 1961.
- 30 juin :  George McFarland, acteur